# Мануаэ (Французская Полинезия)
Мануаэ (фр. Manuae) — атолл в составе Подветренных островов архипелага Острова Общества. Расположен примерно в 60 км к северо-западу от атолла Маупихаа. Мануаэ — самый западный остров Подветренных островов, лежащий в 550 км к западу от Папеэте. Другие названия — атолл Силли (фр. Scilly), Фенуа-Ура (Fenua Ura), Путаи (Putai).

## География
Мануаэ состоит из группы небольших моту, разделённых между собой узкими проливами. Островки покрыты в основном кокосовыми пальмами и тропическими кустарниками.
Лагуна атолла, в которой обитает большое количество представителей морской фауны (например, устрицы), была объявлена в 1992 году заповедником.

## История
Мануаэ был открыт британским мореплавателем Самюэлом Уоллисом в 1767 году. Начиная с 1952 года, остров регулярно посещали люди, занимавшиеся производством копры. Сейчас Мануаэ часто посещают рыболовы с острова Раиатеа.

## Административное деление
Административно Мануаэ входит в состав коммуны Маупити.